# Autenticità
L'autenticità riguarda ciò che è autentico, genuino, ossia che non è falso o falsificato e che può dimostrarsi o imporsi come vero.
A seconda dei contesti in cui viene usata questa definizione può risultare oggettivamente evidente (ad esempio nel caso di un documento) o del tutto soggettiva od ambigua (come nel caso di una personalità).
In epoca moderna a tutela dell'autenticità sono stati creati appositi certificati e/o norme protezionistiche tra le quali ad esempio il diritto d'autore.

## Etimologia
Il termine diretto da cui deriva quello di autenticità è "autentico" (dal lat. tardo authentĭcus, dal greco αὐϑεντικός, derivato di αὐϑέντης (che vuol dire "autore"; "che opera da sé" e che significava in senso lato "avere autorità su se stessi"). La parola è composta da autòs (se stesso) ed entòs (in, dentro) e quindi in senso più pregnante autentico può voler dire che autentico è ciò che si riferisce alla nostra vera interiorità, al di là di quello che vogliamo apparire o crediamo di essere.

## I diversi significati
Nella terminologia giuridica l'autenticità riconosce la verità di un atto legale non per il suo contenuto ma per la forma e per l'origine dell'atto stesso. Un documento ad esempio è autentico quando è stato compilato nelle forme prescritte dalla legge o da chi ha l'autorità per redigerlo, non per le considerazioni in esso contenute. Sempre in campo giuridico si parla di interpretazione autentica di una legge intendendo ciò che il legislatore ha voluto significare andando oltre la lettera della norma.
Nella filosofia dell'esistenzialismo si parla di autenticità riferita a quel tipo di esistenza che rispecchia la vera realtà interiore dell'individuo caratterizzato dalla singolarità, dal possibile, dalla scelta angosciosa contrapposta alla falsa sicurezza e a quell'esistenza condotta secondo la scialba, abituale quotidianità di una vita superficiale o che rispecchia ipocritamente i comportamenti sociali. Di segno diverso è l'autenticità nella filosofia nicciana, che può essere riportata ad una vita vissuta secondo l'ideale dionisiaco.
La ricerca dell'autentica interiorità non è propria soltanto della filosofia, ma anche della pedagogia che si propone di far emergere con l'educazione l'individuo autentico e svilupparne le potenzialità, che possono raggiungersi insegnando a non limitarsi nella propria egoità, nel proprio io individuale, ma a superare l'incapacità di relazionarsi nel mondo, con quell'"esserci" (dasein) che ci permette di superare l'heideggeriana inautenticità e anonima impersonalità. Rendersi conto attraverso la scienza dell'educazione della centralità della propria persona inserita in un ambiente sociale dove accanto all'"io" esiste anche il "noi".
Nella teologia cattolica l'autenticità esistenziale è quella determinata dall'incarnazione di Dio che ha dato il senso vero, autentico alla vita dell'uomo: «l'autenticità esistenziale è stata resa possibile dall'incarnazione di Dio, dalla stessa esistenza concreta di Cristo Salvatore. E tale modo di esistere è l'unità e la comunione delle persone nel Corpo mistico divino-umano della Chiesa, è l'unità della Chiesa Una e Cattolica, l'icona del Prototipo Trinitario dell'esistenza umana.»

## L'autenticità soggettiva e oggettiva
Particolare riflessione filosofica-teologica sull'autenticità è stata condotta da Vito Mancuso nell'opera La vita autentica. Egli osserva che se è difficile determinare l'autenticità di un oggetto, ad esempio di un'opera d'arte, tanto più deve esserlo per definire una vita come autentica, cioè chiedersi che cos'è che fa di un uomo un vero uomo «al di là di quello che possiede, di quello che sa, e anche al di là di quello che compie. Che un uomo non sia autentico grazie alle sue ricchezze o alla sua erudizione, penso non ci sia bisogno di rimarcare. Ma io aggiungo che non bastano neppure le azioni, perché persino dietro atti eroici e gesti sublimi di carità ci può essere solo narcisismo. Lo sottolineava già san Paolo: 'Se anche dessi in cibo tutti i miei beni ma non avessi l'amore, a nulla mi servirebbe'».
Il concetto di autenticità ha una connotazione soggettiva e una oggettiva. Per la prima, l'autenticità è la sincerità che l'uomo ha con sé stesso, quando cioè non si finge di essere quello che non è, quando è genuinamente quello che il suo carattere lo fa essere. A questa interiorità spontanea e autentica deve però corrispondere un coerente comportamento esterno: vi deve essere un accordo tra le vere caratteristiche interiori e il rapporto con gli altri nel senso che l'uomo soggettivamente autentico accorda il suo temperamento a ciò che dice e fa: dice ciò che pensa, fa quello in cui crede.
Per una vita autentica però occorre definire anche la dimensione oggettiva. Un individuo cioè può essere in armonia con sé stesso ma tuttavia condurre una vita sbagliata. Essere coerenti con sé stessi non basta quando la vita viene condotta alla luce di un ideale sbagliato: quando ad esempio un fanatico religioso ispira il suo comportamento alla sua fede conducendo una vita di rinunce e di preghiera è soggettivamente autentico «Ma l'ideale a cui un uomo è fedele può essere distruttivo per gli altri e una prigione per lui. Occorre quindi un secondo livello per una vita realmente autentica, il livello che concerne la qualità dell´ideale che attrae e modella l'energia vitale.»

## La vita autentica (libro)
Bisogna cioè rinunciare e modificare i propri convincimenti e passioni per adeguarli a ciò che è vero e giusto non solo per sé ma anche per gli altri. Approfondire in questo modo la sua dimensione soggettiva «divenendo un vero uomo. È la vita autentica. Il vero uomo è colui che ha trovato qualcosa più grande di sé per cui vivere, ma che proprio per questo acquisisce un timbro personale inconfondibile. Si consegna a qualcosa più grande, ma lungi dall´alienarsi diviene veramente sé stesso».